# Lobophytum densum
Lobophytum densum is een zachte koraalsoort uit de familie Alcyoniidae. De koraalsoort komt uit het geslacht Lobophytum. Lobophytum densum werd in 1970 voor het eerst wetenschappelijk beschreven door Tixier-Durivault. 